# Списак народних хероја: Р
Списак народних хероја чије презиме почиње на слово Р, за остале народне хероје погледајте Списак народних хероја:
1. Франц Равбар (1913—1943) за народног хероја проглашен 5. јула 1951. године.[1][2][3]
2. Илија Радаковић (1923—2015) Орденом народног хероја одликован 20. децембра 1951. године.[4][5][6]
3. Лазо Радаковић (1913—2014) Орденом народног хероја одликован 20. децембра 1951. године.[4][7][8]
4. Мићо Радаковић (1912—1941) за народног хероја проглашен 14. децембра 1949. године.[9][5][10]
5. Петар Радевић (1918—2003) Орденом народног хероја одликован 20. децембра 1951. године.[а][4][12]
6. Лука Радетић (1918—1982) Орденом народног хероја одликован 23. јула 1952. године.[12][10]
7. Јованка Радивојевић (1922—1943) за народног хероја проглашена 6. јула 1953. године.[б][14]
8. Воја Радић (1902—1977) Орденом народног хероја одликован 27. новембра 1953. године.[15][16]
9. Лепа Радић (1925—1943) за народног хероја проглашена 20. децембра 1951. године.[17][18][19]
10. Велимир Радичевић (1914—2017) за народног хероја проглашен 10. јула 1953. године.[в][18]
11. Владимир Радовановић (1903—1943) за народног хероја проглашен 13. марта 1945. године.[21][22][23]
12. Јово Радовановић Јоваш (1915—2004) Орденом народног хероја одликован 26. јула 1945. године.[24][22][25]
13. Милић Радовановић Младен (1920—1944) за народног хероја проглашен 5. јула 1951. године.[1][26][23]
14. Гојко Радовић (1911—1971) Орденом народног хероја одликован 27. новембра 1953. године.[27][28]
15. Даринка Радовић (1896—1943) за народног хероја проглашена 9. октобра 1953. године.[29][28]
16. Лазар Радојевић (1916—1941) за народног хероја проглашен 20. децембра 1951. године.[17][30][31]
17. Миладин Радојевић (1914—1941) за народног хероја проглашен 20. децембра 1951. године.[17][26][31]
18. Вера Радосављевић Нада (1922—1943) за народног хероја проглашена 5. јула 1951. године.[1][32][25]
19. Добривоје Радосављевић Боби (1915—1984) Орденом народног хероја одликован 6. јула 1953. године.[32][33]
20. Добросав Радосављевић (1920—1942) за народног хероја проглашен 5. јула 1952. године.[34][35]
21. Драгољуб Радосављевић Топлица (1919—1943) за народног хероја проглашен 5. јула 1951. године.[1][34][35]
22. Радиша Радосављевић Шоша (1918—1942) за народног хероја проглашен 20. децембра 1951. године.[17][36][37]
23. Вељко Радуловић Мијо (1915—1942) за народног хероја проглашен 13. јула 1953. године.[38][39]
24. Јован Радуловић Јово (1906—1943) за народног хероја проглашен 27. новембра 1953. године.[40][41]
25. Милосав Радуловић (1915—1943) за народног хероја проглашен 27. новембра 1953. године.[38][41]
26. Никола Радуловић (1915—1984) Орденом народног хероја одликован 24. јула 1953. године.[29][42]
27. Радуле Радуловић Русо (1919—1942) за народног хероја проглашен 10. јула 1953. године.[40][42]
28. Митар Радусиновић (1912—1975) Орденом народног хероја одликован 9. октобра 1953. године.[43][39]
29. Владимир Раичевић (1922—1944) за народног хероја проглашен 9. октобра 1953. године.[44][45]
30. Душан Ракита (1900—1942) за народног хероја проглашен 27. новембра 1953. године.[46][47]
31. Драган Ракић (1914—1959) Орденом народног хероја одликован 27. новембра 1953. године.[44][48]
32. Крешо Ракић (1919—1941) за народног хероја проглашен 23. јула 1952. године.[49][48]
33. Милић Ракић (1912—1943) за народног хероја проглашен 20. децембра 1951. године.[17][50][47]
34. Јоаким Раковац (1914—1945) за народног хероја проглашен 19. фебруар 1947. године.[г][53]
35. Ненад Ракочевић (1914—1943) за народног хероја проглашен 20. децембра 1951. године.[17][46][54]
36. Радомир Ракочевић (1914—1944) за народног хероја проглашен 13. јула 1953. године.[50][52]
37. Александар Ранковић Марко (1909—1983) Орденом народног хероја одликован 4. јула 1945. године.[55][56][57]
38. Анђа Ранковић (1909—1942) за народног хероја проглашена 6. јула 1953. године.[д][59]
39. Милан Распоповић (1915—1942) за народног хероја проглашен 17. маја 1945. године.[60][61][62][63]
40. Милош Растовић (1921—1942) за народног хероја проглашен 20. децембра 1951. године.[17][2][63]
41. Стево Рауш (1916—1998) Орденом народног хероја одликован 20. децембра 1951. године.[4][64][65]
42. Никола Рачки (1914—1994) Орденом народног хероја одликован 27. новембра 1953. године.[66][6]
43. Милија Рашовић (1915—1943) за народног хероја проглашен 20. децембра 1951. године.[17][67][68]
44. Анте Раштегорац (1923—1986) Орденом народног хероја одликован 20. децембра 1951. године.[4][67][68]
45. Зорка Реганцин-Долничар (1921—1944) за народног хероја проглашена 27. новембра 1953. године.[69][70]
46. Марко Ределонги Бенечан (1912—1944) за народног хероја проглашен 20. децембра 1951. године.[17][71][3]
47. Срећко Реић (1914—1987) Орденом народног хероја одликован 24. јула 1953. године.[72][73]
48. Петар Релић (1913—1990) Орденом народног хероја одликован 27. новембра 1953. године.[69][73]
49. Душан Ремих (1922—1944) за народног хероја проглашен 27. новембра 1953. године.[71][74]
50. Иво Лола Рибар (1916—1943) за народног хероја проглашен 18. новембра 1944. године.[75][76][77]
51. Дујо Рикић (1918—1943) за народног хероја проглашен 5. јула 1951. године.[1][78][79]
52. Софија Ристић (1900—1944) за народног хероја проглашена 9. октобра 1953. године.[ђ][80]
53. Винко Робек (1915—1986) Орденом народног хероја одликован 21. јула 1953. године.[е][80]
54. Радивој Родић (1920—1942) за народног хероја проглашен 24. јула 1953. године.[78][81]
55. Славко Родић (1916—1949) за народног хероја проглашен 14. децембра 1949. године.[9][82][83]
56. Валентин Рожанц (1895—1942) за народног хероја проглашен 21. јула 1953. године.[84][85]
57. Франц Розман Стане (1911—1944) за народног хероја проглашен 11. новембра 1944. године.[75][86][87]
58. Анте Роје (1914—1982) за народног хероја проглашен 27. новембра 1953. године.[88][89]
59. Карло Ројц (1915—1942) за народног хероја проглашен 20. децембра 1951. године.[17][88][83]
60. Франц Ројшек (1914—1975) Орденом народног хероја одликован 13. септембра 1952. године.[90][91]
61. Мирко Роквић Шоша (1922—2004) Орденом народног хероја одликован 13. марта 1945. године.[21][92][93]
62. Владимир Роловић (1916—1971) Орденом народног хероја одликован 9. априла 1971. године.[94]
63. Нико Роловић (1910—1941) за народног хероја проглашен 10. јула 1953. године.[92][93]
64. Пашко Ромац (1913—1982) Орденом народног хероја одликован 27. новембра 1953. године.[95][94]
65. Јанко Рудолф (1914—1997) Орденом народног хероја одликован 20. децембра 1951. године.[ж][4][96]
66. Јосип Ружичка (1919—1945) за народног хероја проглашен 24. јула 1953. године.[97][98]
67. Анте Рукавина (1922—1943) за народног хероја проглашен 5. јула 1951. године.[з][1][100]
68. Иван Рукавина (1912—1992) Орденом народног хероја одликован 20. децембра 1951. године.[101][100][102]
69. Иван Рукавина Сиђо (1901—1943) за народног хероја проглашен 20. децембра 1951. године.[17][103][102]
70. Звонимир Рунко (1920—1942) за народног хероја проглашен 27. новембра 1953. године.[104][105]
71. Милан Рустанбег (1914—1944) за народног хероја проглашен 27. новембра 1953. године.[97][105]